# Чутливість вибухових речовин
Чутливість вибухових речовин (рос. чувствительность взрывчатых веществ, англ. sensitivity of explosives, sensitiveness of explosives; нім. Sensibilität f der Sprengstoffe — міра сприйнятливості ВР до певних видів зовнішнього впливу (імпульсу). Залежить від властивостей ВР, її стану (порошкоподібна, гранульована, лита тощо), температури, вологості тощо. Розрізняють Ч. до механічної дії (удар і тертя) і теплових впливів (нагрівання), іскрового розряду (розряд статичної електрики), до ударно-хвильового імпульсу (ударна хвиля, первинні засоби ініціювання). Мірою Ч. служить величина початкового імпульсу, яка визначається температурою спалаху ВР, мінімальною відстанню передачі детонації від бойка до заряду, масою проміжного детонатора тощо. Ч. характеризує ступінь безпеки поводження з ВР.

## Чутливість до удару
Визначається за допомогою приладів, що називаються копрами. Стандартна проба полягає у тому, що на навіску ВР, покладену на металеве ковадло, з певної вистоти скидають вантаж вагою 10 кг.
Чутливість ініціюючих ВР характеризують так званою верхньою і нижньою межами. Нижня межа чутливості характеризує безпеку ініціюючих речовин, верхня – безвідмовність їх дії.
- Нижньою межею чутливості називається та максимальна висота скидання вантажу, при якій з ряду випробувань не виходить жодного підривання (0% підривань).
- Верхньою межею чутливості називається та мінімальна висота скидання вантажу, при якій кожне випробування закінчується підриванням (100% підривань).

Чутливість бризантних ВР, як правило, характеризують процентом вибухів, отриманих з 25 випробувань при скиданні з висоти 25 см.
| Тротил | ТГА-16 | Морська суміш | Пластид-4 | A-IX-1 | Тетрил  | Гексоген | ТЕН |
| ------ | ------ | ------------- | --------- | ------ | ------- | -------- | --- |
| 8      | 13     | 20            | 20        | 24     | 48 – 60 | 80       | 100 |